# Praia do Pedrógão

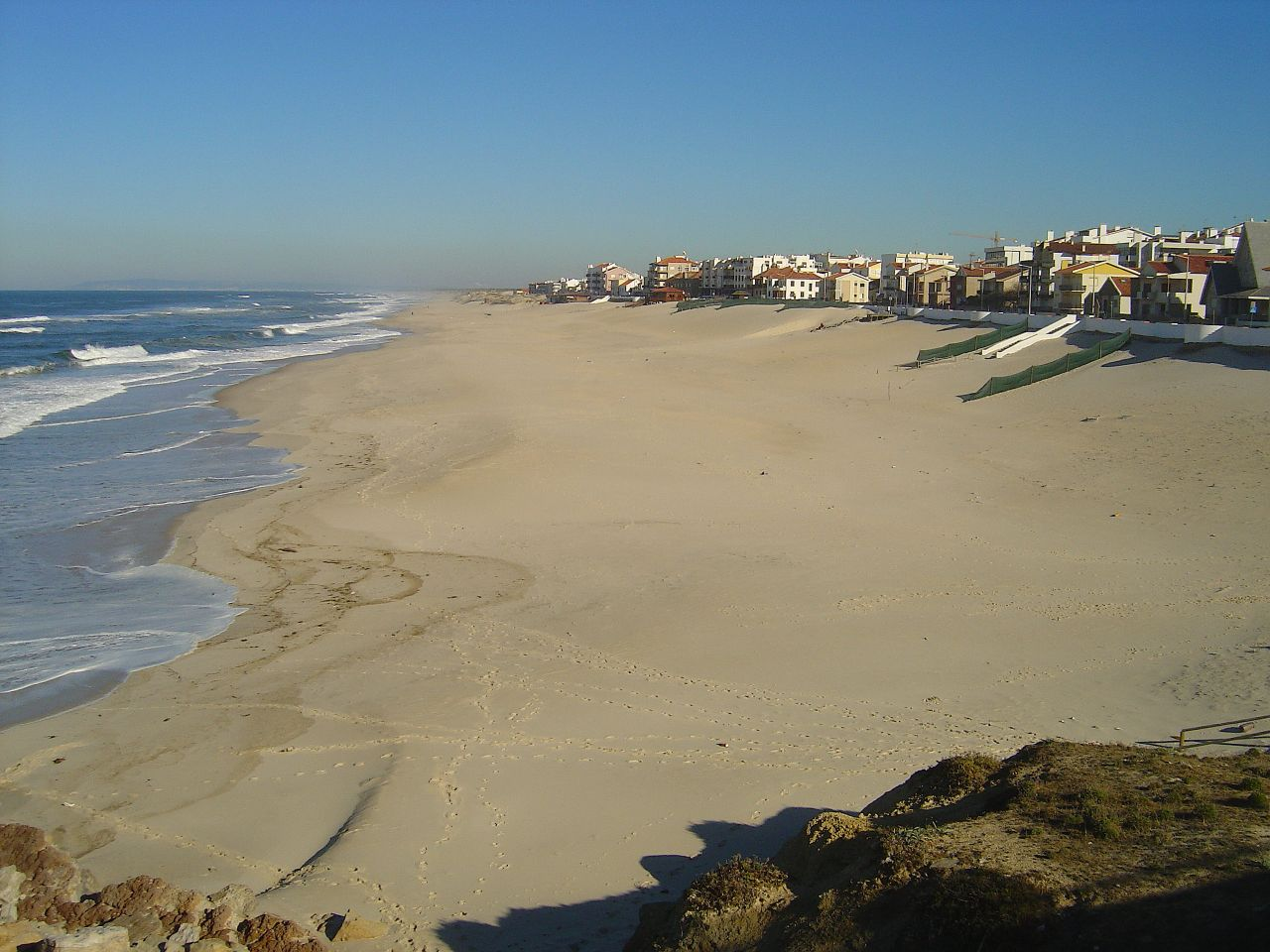
Praia do Pedrógão.

Pedrógão  é um lugar pertencente à freguesia de Coimbrão, do município de Leiria. É a única praia e estância balnear do município de Leiria. Dá nome à Mata Nacional do Pedrógão, dentro da qual está inserida.

## Descrição
Com um areal de 1400 metros, deve o seu nome ao enorme afloramento rochoso que intersecta o extenso areal, a sul do lugar, que agora funciona como esporão. Foi a este afloramento rochoso que foi retirada a rocha necessária para a construção dos molhes na foz do Lis. Podemos dividir as praias em Pedrógão Norte (onde se encontra o casario) e o Pedrógão Sul. O areal da zona norte é muito maior e, por vezes, a praia do Pedrógão Sul chega a desaparecer devido ao avanço do mar.
O extenso e fino areal é ladeado por extensas dunas vegetadas por cardo marítimo, que estão em estado avançado de destruição pela ocupação antrópica e seu pisoteio pelos turistas, tornando-se muito importante a sua conservação. Hoje em dia tem-se verificado um recuo erosivo do areal, principalmente devido à construção dos molhes na foz do Mondego.

## História
Em tempos existiu um bastião que foi destruído aquando do terramoto de Lisboa de 1755. Este servia para defender a costa portuguesa dos ataques de piratas que rondavam o local. Existiu também uma exsurgência de água doce, facto que deve ter promovido a visita e mesmo a fixação de marinheiros e pescadores que aportavam e descansavam no local para se abastecerem de água.
A praia do Pedrógão já foi foz do rio Lis, tendo este se deslocado ao longo do tempo para sul, por deposição de areias na margem direita, acabando por ver a sua foz ser fixada a norte da Praia da Vieira.
O povo deste lugar sempre se dedicou à agricultura e à pesca, pelo que hoje ainda persiste a prática da Arte Xávega, imagem de marca. Ao longo do tempo têm-se encontrado outros modos de subsistência, como a agricultura e o operariado industrial da Vieira de Leiria. Hoje vive sobretudo do turismo.

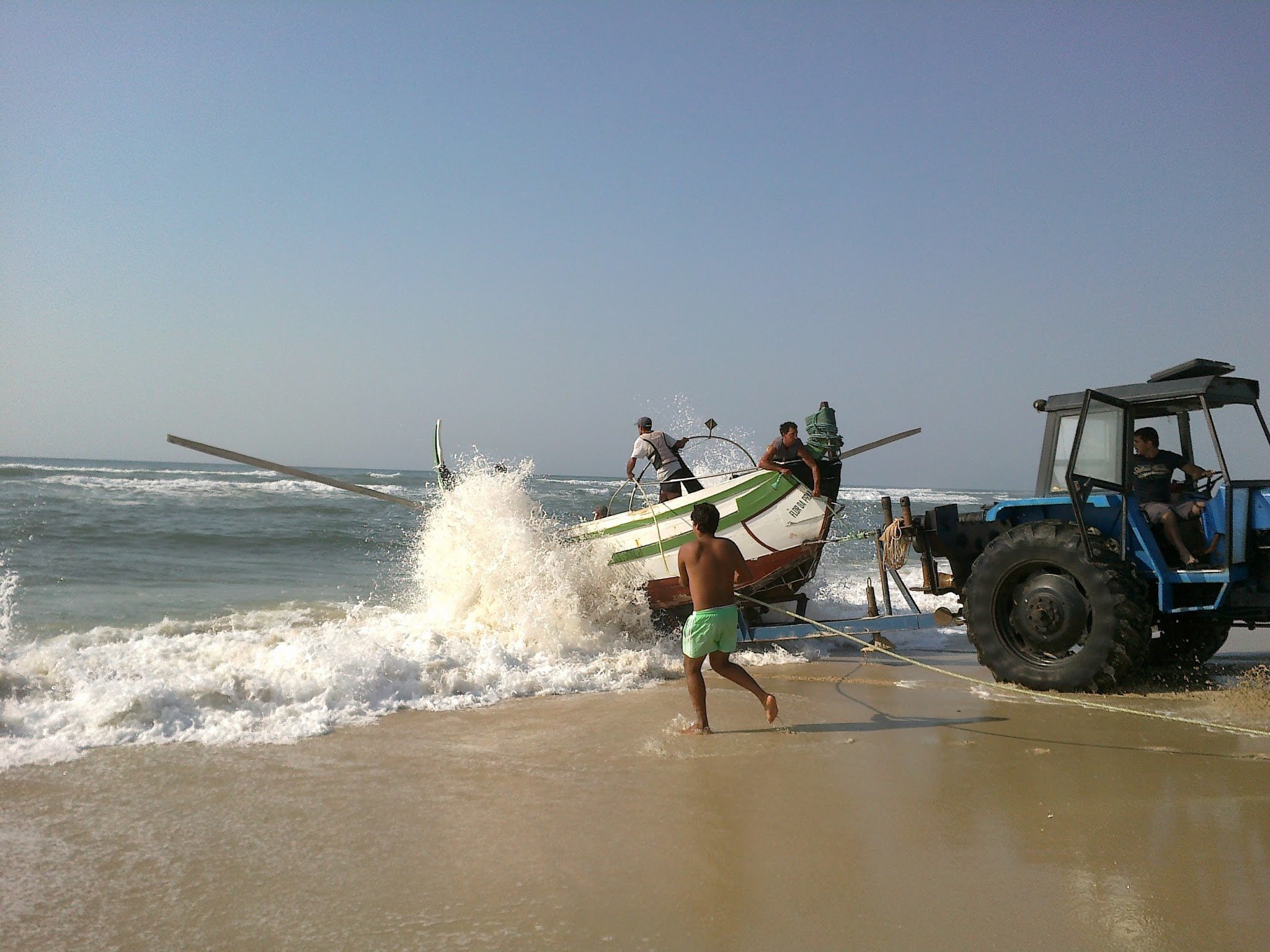
Pescadores na Praia de Pedrógão exercendo a "Arte xávega".

Ao longo da arriba da Praia do Pedrógão encontra-se uma sucessão de margas-calcárias do Jurássico, que possuem alguns fósseis.
Recentemente foram descobertos vários achados paleontológicos, nomeadamente fósseis marinhos nas rochas do substrato da praia. Também foram realizados vários achados arqueológicos, destacando-se uma pintura rupestre sobre uma rocha calcária de 54 por 37 por 19 cm, e que é o achado encontrado mais a litoral da península do género. Pelo desenho especula-se que seja uma forma antropomórfica simples. A rocha encontra-se ligeiramente meteorizada e estava escondida no afloramento rochoso do lado do Pedrógão Sul, estando agora em local reservado.

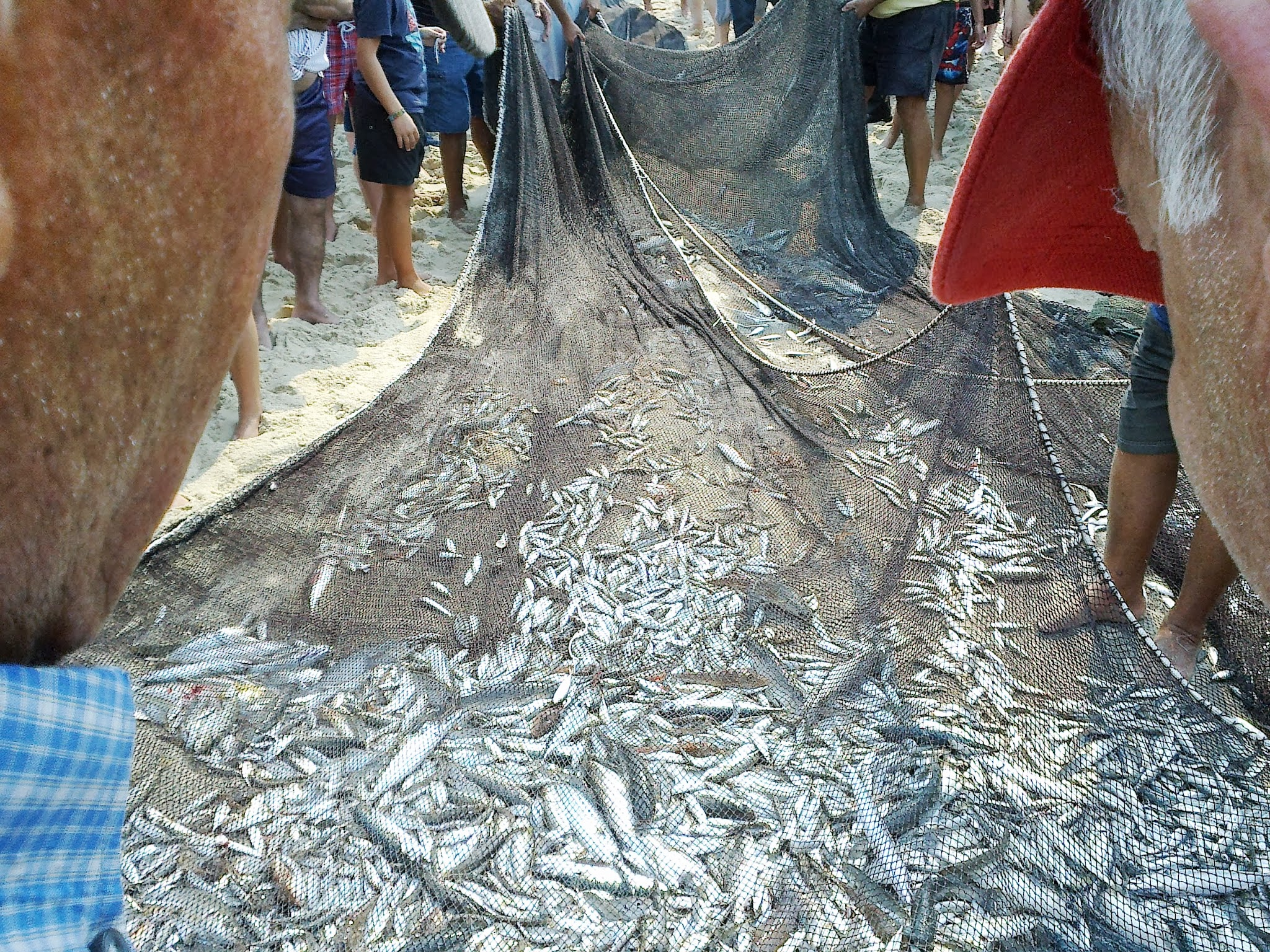
Pescaria obtida através da "Arte Xávega e colocada na Praia de Pedrógão.

Além da pintura rupestre, em 2003 foram descobertos por acaso na praia do Pedrógão Norte uma jazida paleolítica de artefactos líticos, de há 90 000 a 30 000 anos, quando a maré baixa expôs o substrato rochoso que se encontra abaixo do areal.

## Atividades balneares
O areal está rodeado por uma marginal com restaurantes e bares, que na época balnear se tornam no centro da agitação desta estância. No Verão costumam realizar-se concertos, campeonatos de andebol de praia (que atraem centenas de jovens) e outras atividades desportivas. As animadas noites agradáveis são um chamariz para gente de toda a região. 